# Clube Ferroviário da Beira
Clube Ferroviário da Beira é um clube de futebol moçambicano baseado na cidade da Beira que joga na primeira divisão do futebol moçambicano, Moçambola As suas partidas de futebol são disputadas no Estádio do Ferroviário da Beira, mais conhecido como Caldeirão do Chiveve.

## Títulos
- Moçambola: (2) 2016 e 2023.
- Taça de Moçambique: (4) 1993, 2005, 2013 e 2014.